# Билінський Іван Семенович
Іван Семенович Билінський (Кобилинський) (28 січня 1903, село Якубівка Гомельського повіту Могильовської губернії, тепер Гомельської області, Білорусь — 10 травня 1976, місто Мінськ, тепер Білорусь) — голова Ради народних комісарів БРСР (1940–1944), депутат Верховної Ради СРСР 2-го скликання (1946–1950), перший секретар Поліського обласного комітету Компартії Білорусі (1944–1946). Член ЦК КП(б) Білорусії в 1940—1949 роках, член Бюро ЦК КП(б) Білорусії з 28 червня 1940 до 15 лютого 1947 року, кандидат у члени ЦК КП Білорусії в 1952—1960 роках. Депутат Верховної ради Білоруської РСР у 1940—1947 та 1951—1955 pоках.

## Життєпис
Народився в родині залізничника. З 1920 р року працював робітником Гомельського паровозоремонтного заводу.
Член ВКП(б) з 1926 року.
У 1927—1928 роках — секретар комітету ЛКСМ Білорусії Гомельського паровозовагоноремонтного заводу; відповідальний секретар Залінійного районного комітету ЛКСМ Білорусії міста Гомеля.
У 1928—1929 роках — відповідальний секретар Бобруйського окружного комітету ЛКСМ Білорусії.
У 1929 році — інструктор ЦК ЛКСМ Білорусії.
У 1929—1931 роках — заступник керуючого тресту «Білколгоспбуд».
У 1931—1936 роках — студент Гомельського лісотехнічного інституту.
У 1936—1938 роках — майстер фанерного цеху, помічник головного механіка Вітебського фанерного заводу.
У 1938—1939 роках — керуючий Білоруського тресту фанерної промисловості.
У 1939 — липні 1940 року — інструктор ЦК КП(б) Білорусії; завідувач відділу лісової промисловості ЦК КП(б) Білорусії; секретар Поліського обласного комітету КП(б) Білорусії.
28 червня 1940 — 6 лютого 1944 року — голова Ради народних комісарів Білоруської РСР.
6 лютого — вересень 1944 року — заступник голови Ради народних комісарів Білоруської РСР.
У вересні 1944 — серпні 1946 року — 1-й секретар Поліського обласного комітету КП(б) Білорусії.
У 1946—1948 роках — начальник Управління ЮНРРА (United Nations Relief and Rehabilitation Administration) при РМ Білоруської РСР.
У 1948—1949 роках — заступник міністра лісового господарства Білоруської РСР.
У 1949 — 24 квітня 1953 року — міністр лісового господарства Білоруської РСР.
У квітні 1953 — 1955 року — заступник міністра сільського господарства та заготівель (сільського господарства) Білоруської РСР.
У 1955—1957 роках — заступник міністра сільського господарства Білоруської РСР з лісового господарства.
У 1957—1960 роках — начальник Головного управління лісового господарства при Раді міністрів Білоруської РСР.
У 1960 році вийшов на пенсію, мешкав у Мінську. Помер 10 травня 1976 року.
Вважається, що Йосип Сталін власноруч викреслив дві перші літери його прізвища «Кобилінський» і залишив в тексті постанови прізвище «Билінський».

## Нагороди
- орден Леніна (15.08.1944)
- орден Червоного Прапора
- орден Вітчизняної війни І ст.
- орден Трудового Червоного Прапора